# Phoebe hunanensis
Phoebe hunanensis là loài thực vật có hoa trong họ Nguyệt quế. Loài này được Hand.-Mazz. miêu tả khoa học đầu tiên năm 1876.